# 鲁康
鲁康（法語：Roucamps，法語發音：[ʁukɑ̃] ⓘ）是法国卡尔瓦多斯省的一个旧市镇，属于维尔区。2017年，鲁康与临近的6个市镇合并为新市镇莱蒙多奈。

## 地理
鲁康（48°59'24"N, 0°37'18"W）面积5.41 平方千米，位于法国诺曼底大区卡爾瓦多斯省，该省份为法国西北部沿海省份，北濒大西洋英吉利海峡，东北与滨海塞纳省以海上边界相接，东临厄尔省，南至奧恩省，西与芒什省接壤。
与鲁康接壤的市镇（或旧市镇、城区）包括：奥东河畔欧奈、博讷迈松、康庞德雷-瓦尔孔格兰、当武-拉费里耶尔、翁德方丹、勒普莱西格里穆、圣让勒布朗。

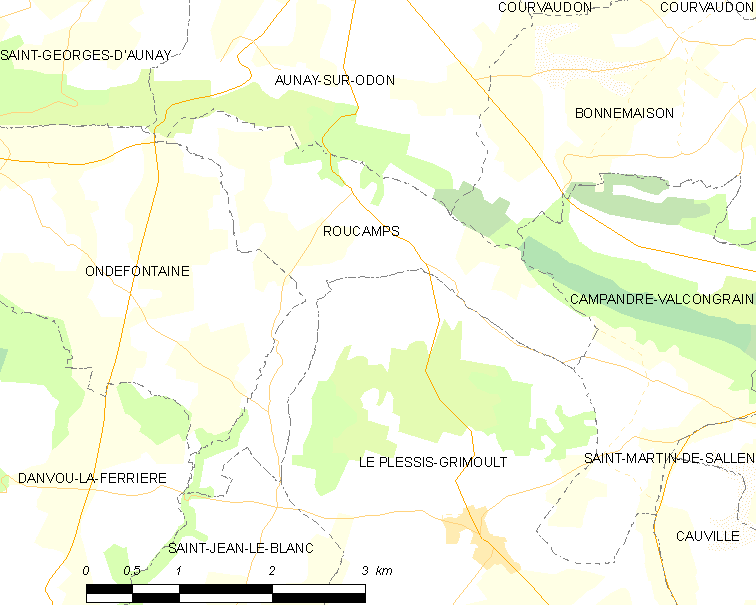
鲁康的OSM定位图

鲁康的时区为UTC+01:00、UTC+02:00（夏令时）。

## 行政
鲁康的邮政编码为14260，INSEE市镇编码为14544。

## 政治
鲁康所属的省级选区为莱蒙多奈县。

## 人口

1962-2008年间鲁康人口变化图示

鲁康于2018年1月1日时的人口数量为226人。